# Constellation
Pour les articles homonymes, voir Constellation (homonymie).

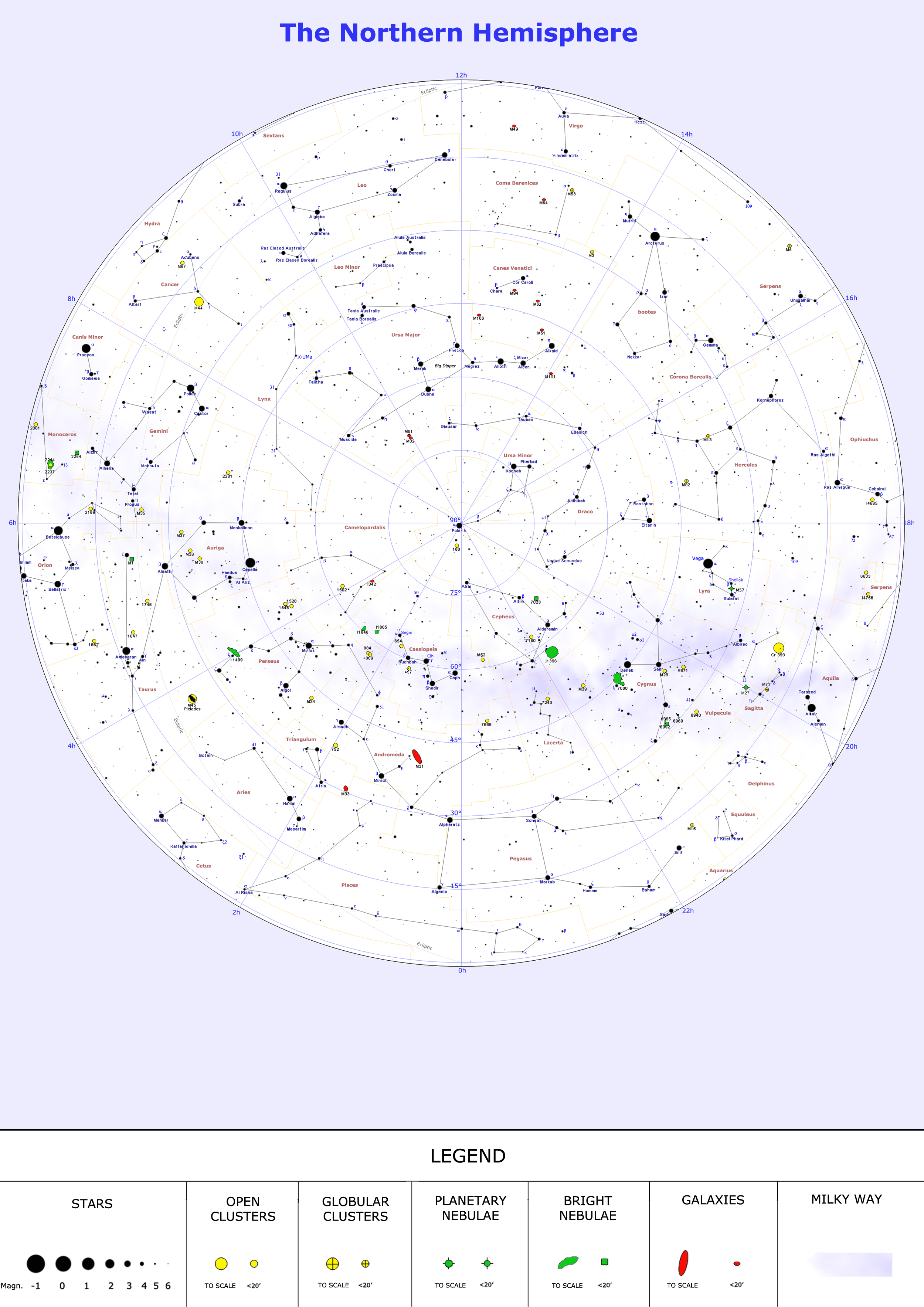
Constellations de l'hémisphère nord.

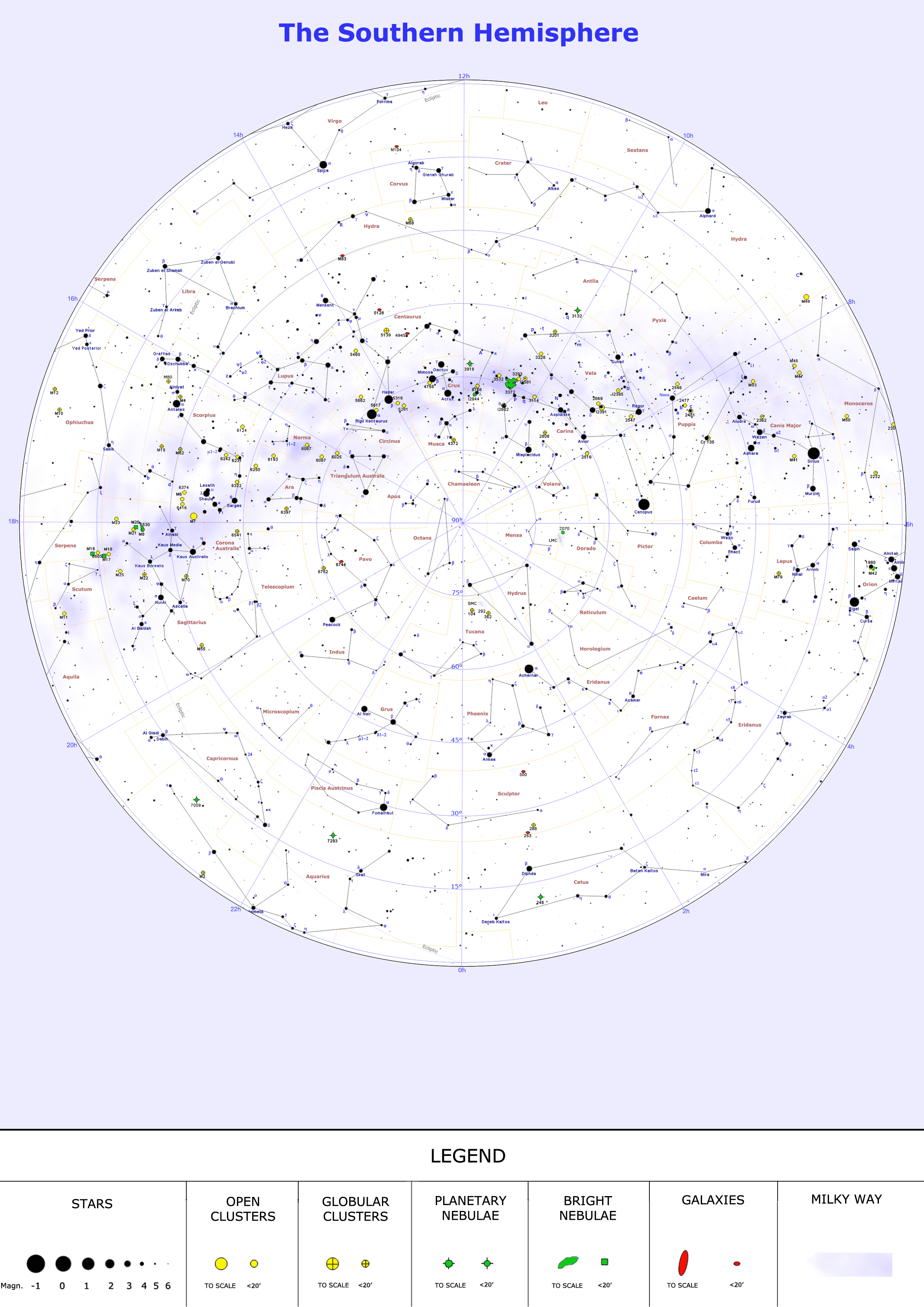
Constellations de l'hémisphère sud.

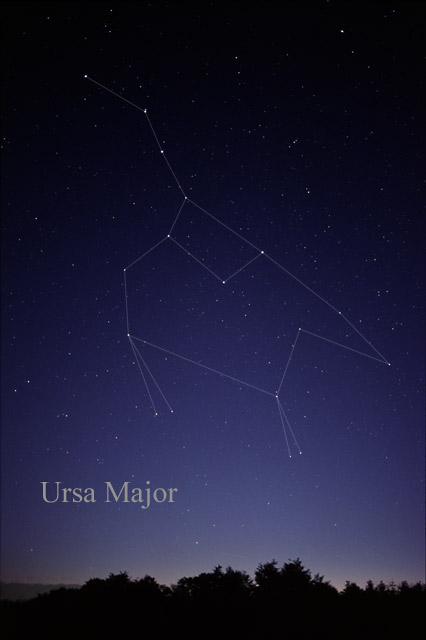
Constellation de la Grande Ourse.

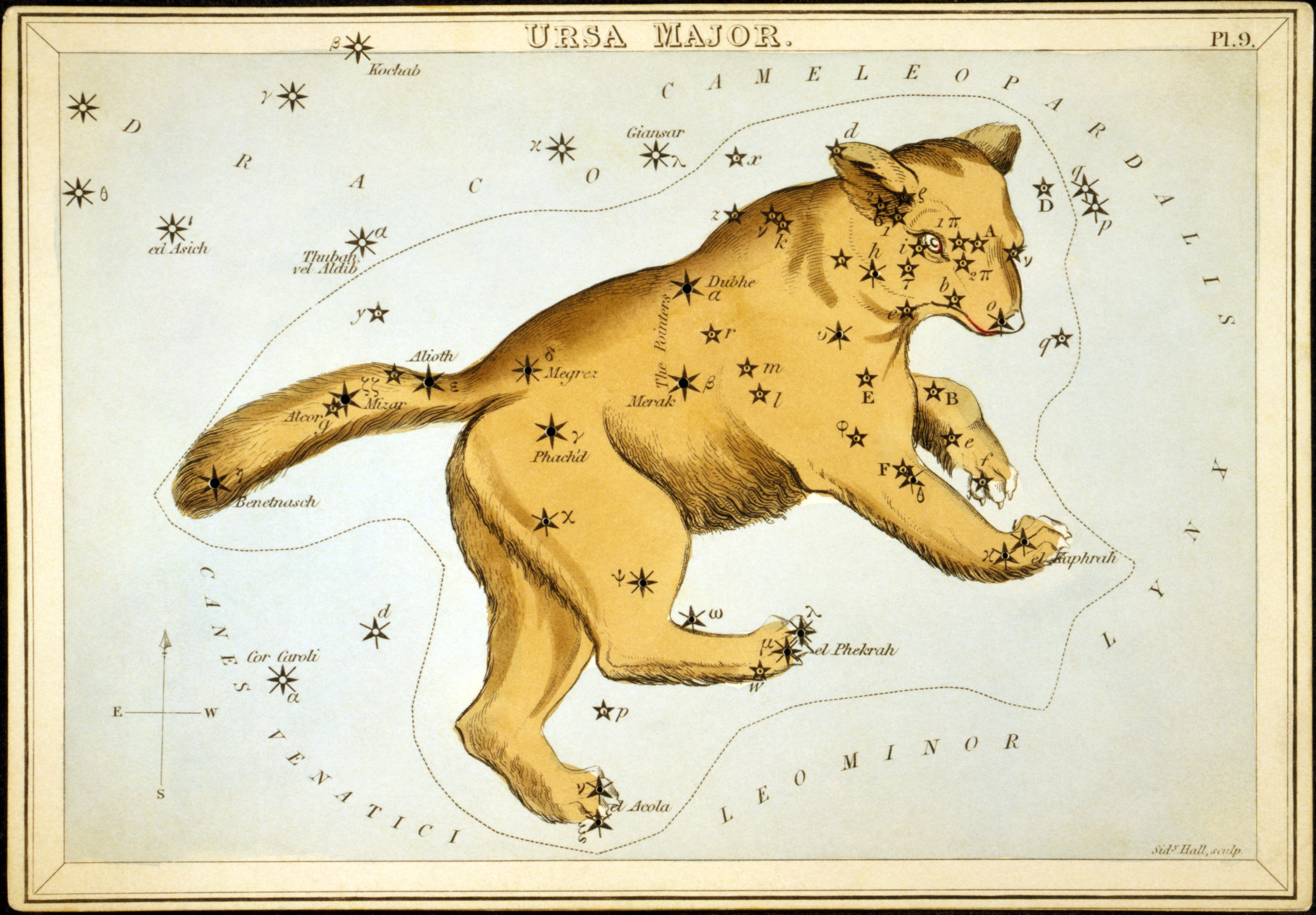
Vue d'artiste de la constellation de la Grande Ourse, l'une des constellations les plus connues de l'hémisphère nord.

Une constellation est, pour les dictionnaires, « un groupe d'étoiles voisines (observées en apparence depuis la Terre) sur la sphère céleste, présentant une figure conventionnelle déterminée, à laquelle on a donné un nom particulier » ; c'est aussi une « région du ciel conventionnellement délimitée qui inclut ce groupe d'étoiles ». Ces figures et les étoiles qu'elles contiennent changent avec les différentes cultures, même lorsqu'il s‘agit d’étoiles proches nettement détachées sur un fond d’étoiles moins brillantes, ce qui veut dire qu’elles résultent d’une projection sur la voûte céleste d’images nées dans la psyché humaine.
Il existe deux sortes de projections sur la voûte céleste :
- des figures mythologiques comme la Grande Ourse ou Pégase, ou des objets symboliques, comme le Compas ou l'Horloge ;
- des figures analogiques comme le Triangle ou la Croix du Sud.

Dans la plupart des cultures, les premières précèdent les secondes. Par ailleurs, toutes les figures mythologiques ne correspondent pas à des constellations mais, comme Régulus, à des étoiles individuelles ou, comme Jupiter, à des planètes.
Une constellation est généralement plus complexe qu'un astérisme qui peut représenter une partie seulement d'une constellation ou appartenir à plusieurs constellations,,,.
Les étoiles des constellations paraissent groupées dans le ciel nocturne mais, en réalité, elles sont généralement très éloignées les unes des autres ; on peut s'en persuader en effectuant ce voyage imaginaire vers la constellation d'Orion (dans cette animation les distances ont été respectées).
Sauf mention contraire, ici, le terme de constellation se réfère aux constellations modernes. Actuellement, l'Union astronomique internationale (UAI) divise le ciel en 88 constellations avec des limites précises, afin que tout point du ciel appartienne à une constellation et à une seule. Ces 88 constellations sont réparties en deux groupes, 44 pour chaque hémisphère terrestre, nord (boréales) et sud (australes). Les constellations boréales sont les plus anciennes et correspondent aux civilisations mésopotamiennes et méditerranéennes. Elles nous ont été transmises par les Grecs puis les Romains. Les constellations australes n'ont été nommées par les astronomes occidentaux qu'à partir du XVIIe siècle.

## Constellations occidentales et modernes

### Une figure paléoastronomique, celle de l'Ours
La plus ancienne appellation de figure céleste de l'hémisphère Nord est celle de l’Ours, dont nous avons la trace dans toute la famille des langues indo-européennes. Le sanscrit ঋক্ষ ṛkśa, « l’Ours », existe, tout comme le grec Ἄρκτος, pour désigner les Sept étoiles indiquant le Nord dans l’hémisphère septentrional.
Ces deux mots n’ont pas seulement la même étymologie, ils correspondant tous deux à l’emblème d’une divinité. Le Mahābhārata présente Ṛkśa comme roi de la lignée lunaire, descendant de l’empereur Bharāta et père de Saṁvaraṇa.Chez les Grecs, le nom de la déesse Ἄρτεμις dérive de la même racine indo-européenne [(h)rkto]. En tout état de cause, dans le rituel du culte rendu à la déesse à Brauron en Attique, des fillettes étaient déguisées en ourses. Ce lien avec le divin est d’ailleurs confirmé chez les Celtes dont la déesse Artio (qui signifie ours en langue gauloise), était représentée sur la statue de Berne s’avançant vers une ourse (de cette même racine proviendrait le nom du roi Arthur, «Artio (Artos-rix)», « l’ours-roi/guerrier »,).
Comme la séparation du tronc commun indo-européen des langues indo-iraniennes d’un côté, et les langues helléniques et celtes d’un autre côté, est réputée s'être opérée avant la fin du Ve millénaire av. J.-C., il y a tout lieu de penser que[Interprétation personnelle ?] la figure de l’Ours, qu’elle soit associée à une étoile ou à une constellation, est la plus ancienne connue à l'époque contemporaine.
Le fait que l'Ours comme une figure céleste commune aux Amérindiens septentrionaux et aux vieux-Européens, n'indique aucune relation entre ces peuples mais résulte du rôle majeur parallèle de l'animal dans les régions septentrionales de la planète et, partant, dans leur imaginaire.
L'explication du réseau, sélectif, des constellations anciennes par un système de repères maritimes a été proposée par Sir Isaac Newton (Ancient Kingdoms), idée suivie et précisée par Kai-Helge Wirth (Ursprung der Sternbilder, 2000).

### Les constellations mésopotamiennes
Le premier document astronomique mésopotamien connu est consacré à la déesse Inanna, présentée comme « [astre] du lever et coucher [du Soleil] », ce qui montre que près de deux millénaires avant les Grecs, les Mésopotamiens connaissaient l'identité de l'astre du matin et celui du soir. Mais la première liste d’étoiles qui nous est parvenue figure dans un lexique bilingue sumérien/éblaïte daté de 2450 avant notre ère. Or, à ce moment-là, les étoiles sont identifiées individuellement sans référence à des constellations, chacune d’entre elles étant affectée à un dieu particulier. Pour passer des étoiles individuelles aux constellations, il va falloir un long chemin qui va prendre un bon millénaire et demi, et sera parcouru en plusieurs étapes.
1re étape : les étoiles individuelles
La cosmogonie mésopotamienne est présentée dans plusieurs textes: Enūma eliš, appelé Épopée de la Création et probablement écrit à partir de documents antérieurs adaptés et complétés vers le XIIe siècle avant notre ère quand Marduk prit à Babylone l’ascendance sur les autres dieux, des documents du début de Ier millénaire, notamment un texte d’Assur d’époque sargonide, et quelques autres. Grâce à eux, nous savons que les dieux possèdent une demeure céleste, le Ciel supérieur étant le domaine d’An = Anu, le père des dieux, finalement à Babylone par Marduk, le Ciel médian, celui des Igigi, c’est-à-dire des Grands dieux, et le Ciel inférieur celui qui porte les étoiles.
2e étape : les images des dieux

Nous[style à revoir] connaissions déjà des images de certains dieux par des empreintes de sceaux-cylindres dès la fin du IIIe millénaire av. J.-C. Ainsi celle de IM.DUGUD = Anzû, à qui sera dédiée la constellation de TI8, soit l’Aigle, et celle d’ENKI = Ea sous la forme de GU.LA = rabû , ancêtre du Verseau. 

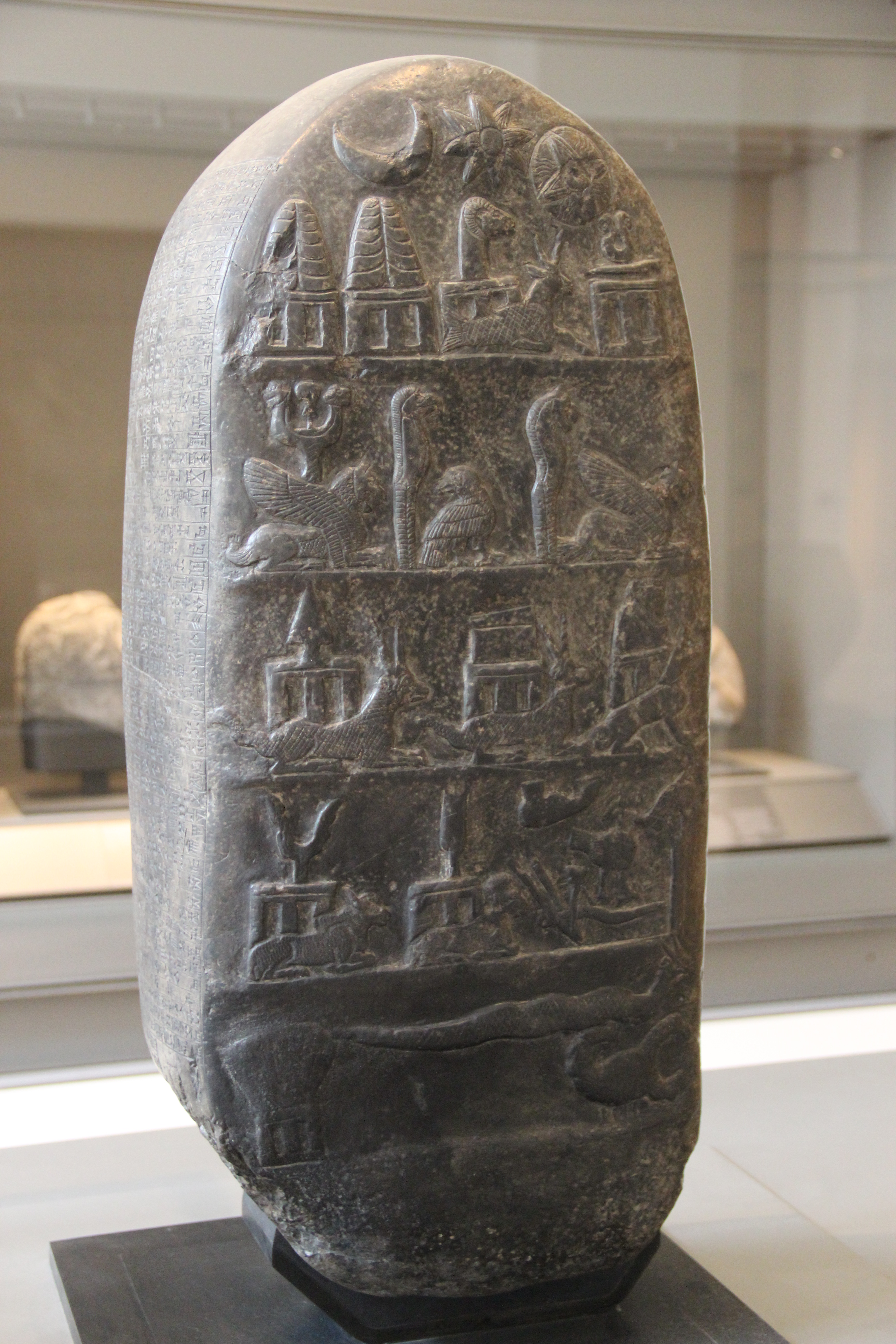
La stèle de Meli-Shipak, trouvée à Suse et conservée au Musée du Louvre, présente en particulier les représentations de SUHUR.MAŠ (le Capricorne, en haut) et de GÍR.TAB (le Scorpion, en bas à droite).

Les images des dieux se multiplient à l’époque kassite, soit les XVe – XIIe siècles, quand des kudurrus, qui sont des stèles de donation foncière, invoquent toute une liste de divinités, figurées par des symboles astraux et dont les noms sont dûment gravés dans la pierre, ce qui permet de les identifier sans discussion possible. Nous[style à revoir] avons ainsi celle de GÍR.TAB = zuqaqípu, « le Scorpion », SUHUR.MAŠ = suḫurmāšu, « la Carpe-chèvre », dont nous avons fait le Capricorne, PA.BÍL.SAG, pour le Sagittaire, et encore MUŠ = ṣeru, « le Serpent », l’ancêtre de l’Hydre. Chaque a donc une image – traduction littérale du terme tamšīlu utilisé dans les textes akkadiens –, née dans l’esprit des peuples de Mésopotamie, une image qui peut correspondre au dieu imaginé, à l’une de ses manifestations ou à l’un de ses animaux ou objets emblématiques.
3e étape : les constellations
Il ne restait plus désormais qu'à projeter ces images déjà matérialisées sur la voûte céleste, à en fixer des contours plus ou moins stables. Si l'on considère tous les documents connus, ce n’est qu’au VIIe siècle av. J.-C., que UR.GU.LA ou UR.MAḪ, soit cesse d'être l’étoile du « Lion », qui correspond à Alpha Leonis, pour devenir le nom d'une constellation. Ainsi, quand nous[style à revoir] arrivons vers 500 av. J.-C., Alpha Leonis, désormais appelée LU.GAL = Šarru, « le Roi », en l’honneur de Marduk, n’est plus que l’étoile la plus brillante de la constellation d'UR.GU.LA, dans une liste qui, tous documents confondus, peut aller jusqu’à une bonne quinzaine d’étoiles nommées.

### Les constellations grecques
Homère nous apprend (VIIIe siècle) que Άμαξα, le « Chariot » est un autre nom d’Άρκτος, l’« Ourse », et parle, au cours de même description du ciel, du chasseur Ωρίων, tant dans l’Iliade, que dans l’Odyssée . C’est, chez les Mésopotamiens, la figure de MAR.GÍD.DA = Eriqqu, « le Chariot », nom d'étoile attesté dès la deuxième partie du IIe millénaire dans les dites Tables Douze fois Trois. Cela prouve que le début des emprunts à la Mésopotamie a commencé très tôt. Hésiode parle aussi, dans Les Travaux et les jours, de la « force terrible d’Orion ». Le fait qu’Ωρίων soit qualifié de « Géant » dans la mythologie grecque correspond à la figure mésopotamienne de SIPA.ZI.AN.NA, « le fidèle berger du Ciel », dont nous apprenons très tôt, dans des prières au dieux de la nuit datées du début du IIe millénaire, que le nom akkadien est šitadallu, « le Géant » , et dont la situation des étoiles correspond, notamment dans le Catalogue de Dalbanna, daté vers 500 av. J.-C., à celles qu’elles occupent dans ’Ωρίων.
L'une des plus anciennes représentations se trouve sur un vase grec datant de 625 avant notre ère. 
Les emprunts de constellations mésopotamiennes se poursuivent jusqu'au IVe siècle, continués par ceux des signes zodiacaux.
Eudoxe de Cnide (408-355 av. J.-C.) établit alors une liste de 44 constellations dont la moitié sont reprises de Mésopotamie et l'autre moitié crée à partir de figures nées de la mythologie grecque. Un siècle plus tard, ces constellations sont reprises dans le long poème des Φαινόμενα par Aratos de Soles (315-240), liste que l’on retrouve encore dans les Καταστερισμοί d'Ératosthène. On sait par Geminos (Ier siècle av. J.-C.) chez qui l’on trouve Νότιος Στέφανος, « la Couronne australe , qu’Hipparque (190-120) aurait détaché Ιππάριον, aujoud'hui « le Petit Cheval » de Πήγασος, « Pégase », et Λύκος, aujourd'hui « le Loup » de Κένταυρος, le Centaure. En ajoutant à son tour Κόμη Βερενίκης « la Chevelure de Bérénice », introduite par Conon de Samos (280-220 av. J.-C.), Claude Ptolémée (ca. 100-ca. 180 è. c.[Traduire passage]) porte à 48 constellations la liste classique, établie à partir d'Alexandrie et donc excluant le ciel austral encore inconnu, liste qui servira de base aux catalogues arabes et latins, et restera à peu près stable en Europe jusqu’à la Renaissance.
En plus des douze constellations du Zodiaque (le Bélier, le Taureau, les Gémeaux, le Cancer, le Lion, la Vierge, la Balance, le Scorpion, le Sagittaire, le Capricorne, le Verseau et les Poissons), voici les 36 autres, 
| - Andromède (la princesse) ; - l'Aigle ; - l'Autel ; - le Navire Argo, de nos jours divisé en : - la Carène, - la Poupe et - les Voiles[source insuffisante] ; - la Baleine ; - le Bouvier ; - Cassiopée (la reine) ; - le Cocher ; - le Centaure ; - Céphée (le roi) ; - le Corbeau ; - la Coupe ; - la Couronne australe ; - la Couronne boréale ; - le Cygne ; - le Dauphin ; - le Dragon ; | - l'Éridan (le fleuve) ; - la Flèche ; - le Grand Chien ; - la Grande Ourse ; - Hercule (l'homme fort) ; - l'Hydre ; - le Lièvre ; - le Loup ; - la Lyre ; - Ophiuchus (le serpentaire, le porteur du Serpent) ; - Orion (le chasseur) ; - Pégase (le cheval ailé) ; - Persée (le héros) ; - le Petit Cheval ; - le Petit Chien ; - la Petite Ourse ; - le Poisson austral ; - le Serpent (divisée aujourd'hui en deux parties, la Queue et la Tête du Serpent, par l'entreposition d'Ophiuchus) ; - le Triangle. |

### Les constellations à Rome

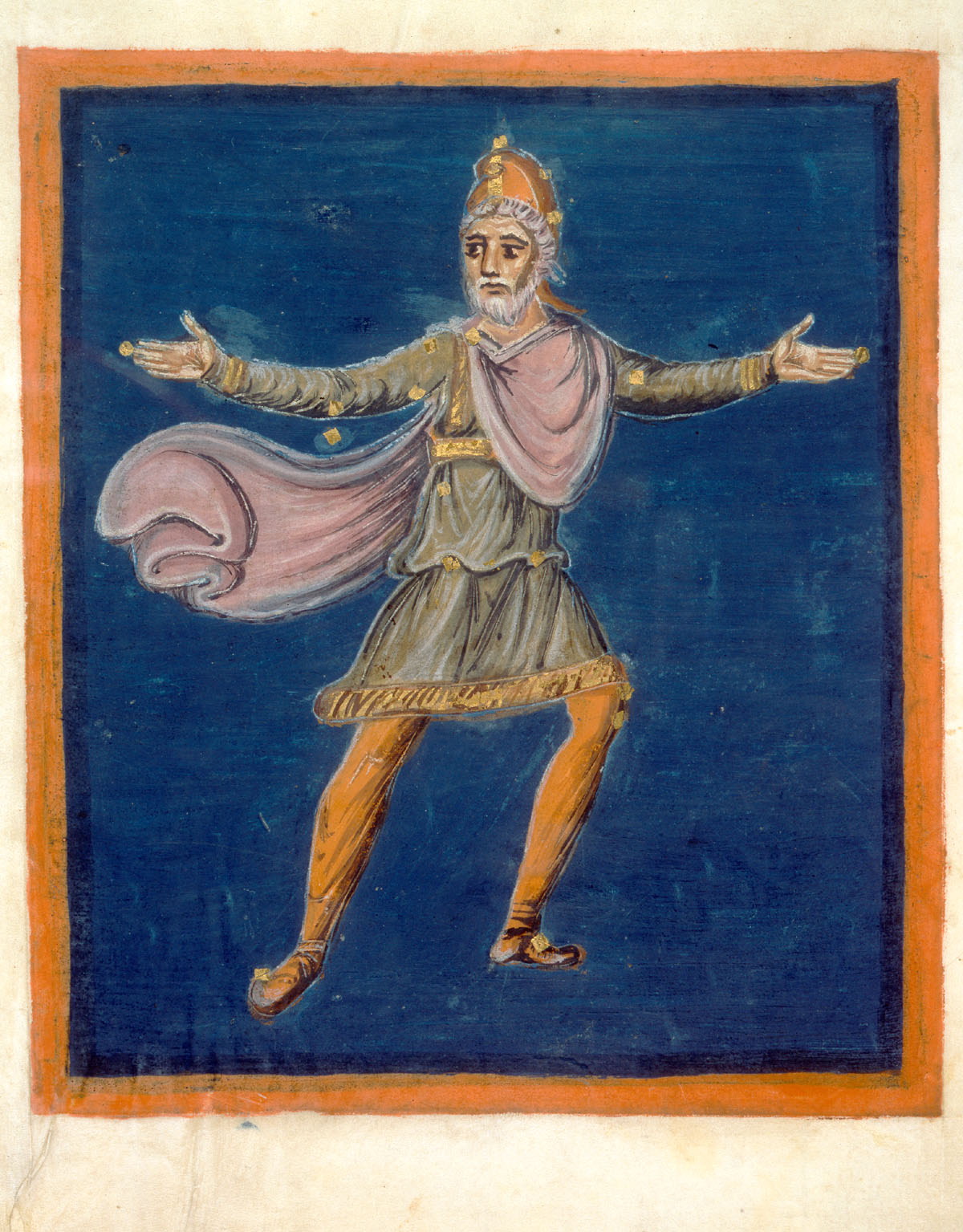
Dessin de la constellation de Céphée dans un manuscrit des poèmes d'Aratos du IXe siècle.

Aussi étrange que cela puisse paraître à nos yeux, alors que les Romains se sont imprégnés de la culture grecque, peu de traités astronomiques grecs ont été traduits en latin. L’élite romaine lisait les ouvrages grecs dans le texte. Les constellations grecques ont néanmoins été transmises à Rome en langue latine grâce aux traductions ou adaptations multiples du poème astronomique d’Aratos de Soles, célèbres sous le titre d’Aratea phaenomena ou d’Aratea tout court, d'abord les traductions de Cicéron (106 – 43 av. J.-C.) et de Germanicus (15 av. J.-C. – 19 apr. J.-C.). Viennent ensuite les Astronomica du poète et astrologue Marcus Manilius, un contemporain d’Auguste qui s’en inspirent largement, et, à la même époque, le De astronomia du grammairien Hyginus (64 av. J.-C. – 17 apr. J.-C., qui s’y réfère copieusement ainsi qu’aux Καταστερισμοί d’Ératosthène. Le public des débuts de l’Empire dispose aussi d’une encyclopédie prestigieuse, l’Historia naturalis de Pline l’Ancien (23-79 apr. J.-C.), et d’autres données comme celles que livre Ovide (43 av. J.-C.-17 ou 18 apr. J.-C.) dans ses Fasti.
La contribution des Romains à la nomenclature des constellations reste mineure. Il est logique de s’attendre à ce que les groupes d’étoile utiles à se situer dans l’espace et à mesurer le temps aient acquis un nom très tôt chez ce peuple, à l’instar de tous les autres. Ainsi, d'un côté, les sept étoiles qui indiquent le Nord sont les Septemtriones, « les Sept bœufs », appellation qui ne pouvait qu’être confortée par le nom de la constellation Βοώτης / Boötes transcrite du grec et vue comme le personnage du Bouvier ; et de l'autre côté l’astérisme δεζ Ori, qui sert de tous temps d’horloge de la nuit, Iugulae attesté chez Plaute (254-184 av. J.-C.), qui peut prendre cette autre forme Iugula chez Varron (86 -27 av. J.-C.) et qui pourrait signifier le fait que ces trois étoiles sont « unies » . On a beaucoup parlé d’Antinoüs, nom donné en 132 par l’empereur Hadrien à un groupe d’étoiles appartenant à la partie sud-est de Αετός / Aquila. En fait, ce nom n’a jamais été que celui d’un astérisme aux temps romains . Il n’a été ajouté à la liste des constellations qu’aux temps modernes, avec Tycho Brahe, et en sera retiré dans la liste des constellations établie par l’Union astronomique internationale (UAI) AI en 1930.

#### XIIesiècle-XVIesiècle: la transmission de Ptolémée par les Arabes
Les quarante-huit constellations inscrites par Ptolémée dans sa Μαθηματική σύνταξιςou « Composition mathématique » seront utilisées dans les textes latins pendant plus de 1 000 ans en Europe, mais le traité de Ptolémée n'a été connu en Europe dans l'original grec qu'à la fin du XVe siècle. Le premier accès à ce texte célèbre a pu être réalisé par sa version latine, effectuée vers 1175 par Gérard de Crémone, à partir des traductions arabes d’al-Hağğāğ b. Yūsuf b. Maṭar et Išḥāq b. Hunayn (VIIe siècle). C'est dans ce cheminement que le traité de Ptolémée a pris le nom d'Almageste: en effet, les traductions arabes se nommant Kitāb al-Mağisṭī, à partir du titre grec raccourci ἡ Mεγίστη, « la très grande [Composition] », Gérard de Crémone intitulait sa traduction L'iber almagesti, ce qui donne en français l’Almageste.

La constellation de la Lyre chez Bayer.

De la sorte, les constellations de Ptolémée connurent les apports des astronomes arabes qui complétèrent ses observations, ajoutant quelques constellations qui ne sont plus utilisées actuellement, rallongeant certaines (comme l'Éridan) afin de mentionner des étoiles visibles depuis les latitudes plus australes que celle d'Alexandrie. L’influence des astronomes arabes dans le chapitre des constellations s’est fait sentir de deux manières : 

À partir de l’Almageste, certaines constellations sont reprises par les astronomes, non pas avec leurs noms latins qui étaient parvenus au Moyen Âge, mais souvent avec leurs noms arabes, lesquels sont encore donnés dans l’Uranometria de Johann Bayer (1603). Le cas de Lyra (la Lyre) est symptomatique. Après l’appellation qui prime à côté de LYRA, soit Vultur cadens, qui est l’arabe al-Nasr al-Wāqiᶜ, « l’Aigle tombant » (à l’origine du nom Véga pour Alpha Lyrae), nous lisons notamment Nesrussakat, qui est la reconstruction arabe du latin Vultur cadens en un nasr al-sāqiṭ imaginaire, Alahore, qui vient d’al-Lurā, la transcription arabe du grec, Mesianguo, Asange et Brineck, tous trois dérivés de l’arabe al-Ṣanğ, qui désigne une « harpe » d’origine persane. Parallèlement, la figure est représentée comme une lyre placée devant un aigle. Il en sera ainsi dans les grands catalogue ultérieurs, y compris l’Uranographia de Johann Elert Bode (1801), où la même image d’une lyre sur fond d’aigle est nommée Vultur et Lyra . C’est progressivement qu’au cours du XIXe siècle, l’image de l’aigle et les noms correspondant s’effacent des catalogues, atlas et dictionnaires.

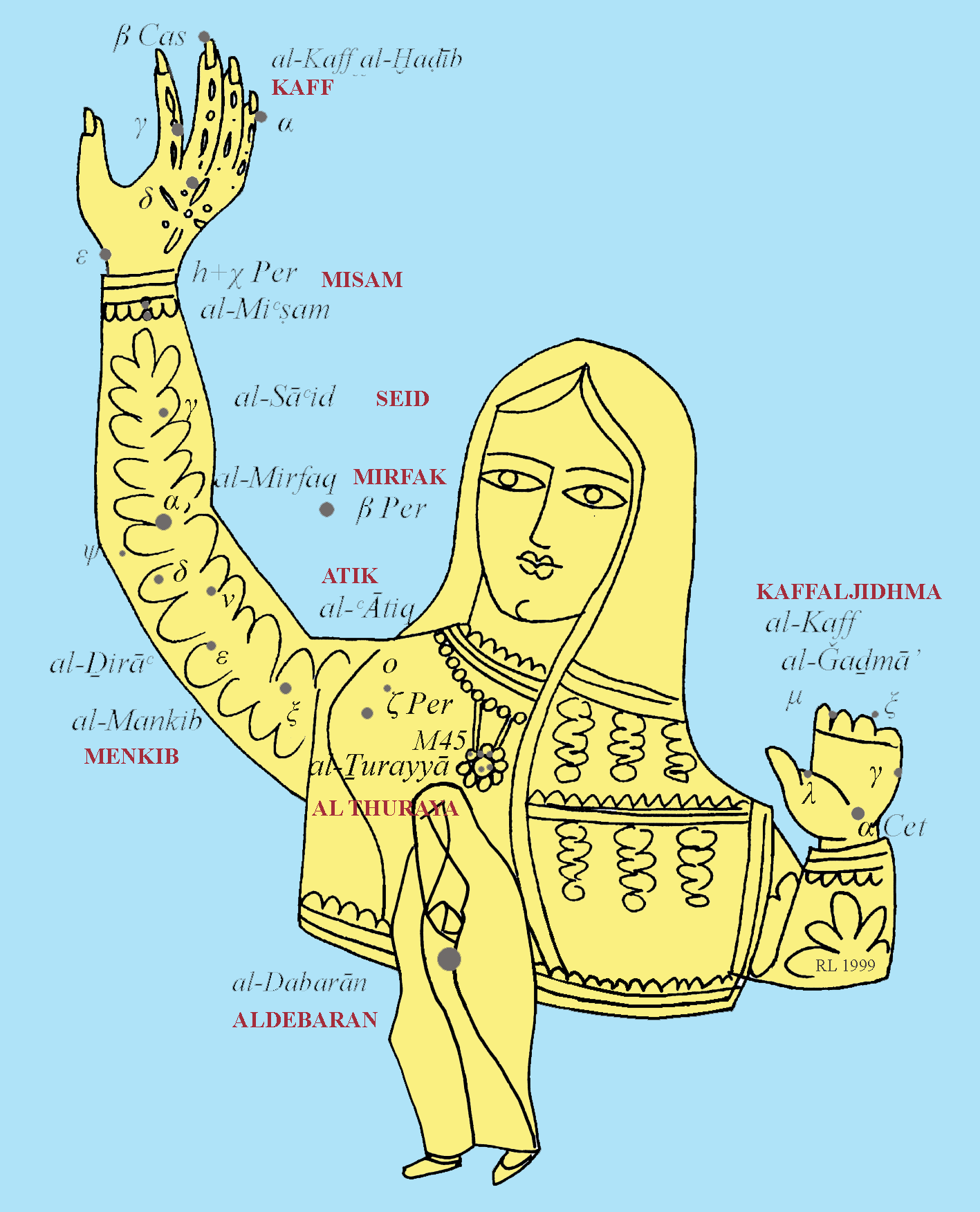
les noms d'étoiles contemporains trouvant leur origine dans la constellation arabe d'Al Thurayya.

Deux deux-tiers des noms d’étoiles nommées dans les catalogues contemporains sont d’origine arabe. Or la moitié de ces noms, soit le tiers des noms que nous pratiquons aujourd'hui trouvent leur origine, non pas dans le ciel gréco-arabe, celui que les astronomes arabes ont hérité des Grecs, mais dans le ciel arabe traditionnel qui contient nombre de figures originales, et dont certaines ont attient le stades des constellations. Tel est le cas d’al-Ṯurayyā, une divinité antique de l’Abondance, qui doit être imaginée pour comprendre les noms suivants : dans Cetus : Kaffaljidhma, « la Main mutilée » (γ) ; dans Taurus : Al Thuraya (en astrologie : M45), Aldebaran (α) ; dans Perseus : Atik, « l’Omoplate » (ζ et ο), Menkib, « l’Épaule » (ξ), Adid, « le Haut du bras » (δ, ε et ν), Mirfak, « le Coude » (α) , Seid, « l’Avant-bras » (γ) , Misam, « le Poignet » (χ et h) ; enfin dans Cassiopeia : Kaff, « la Paume de la main [teinte au henné] (β).
 

#### XVIIesiècle: hémisphère sud

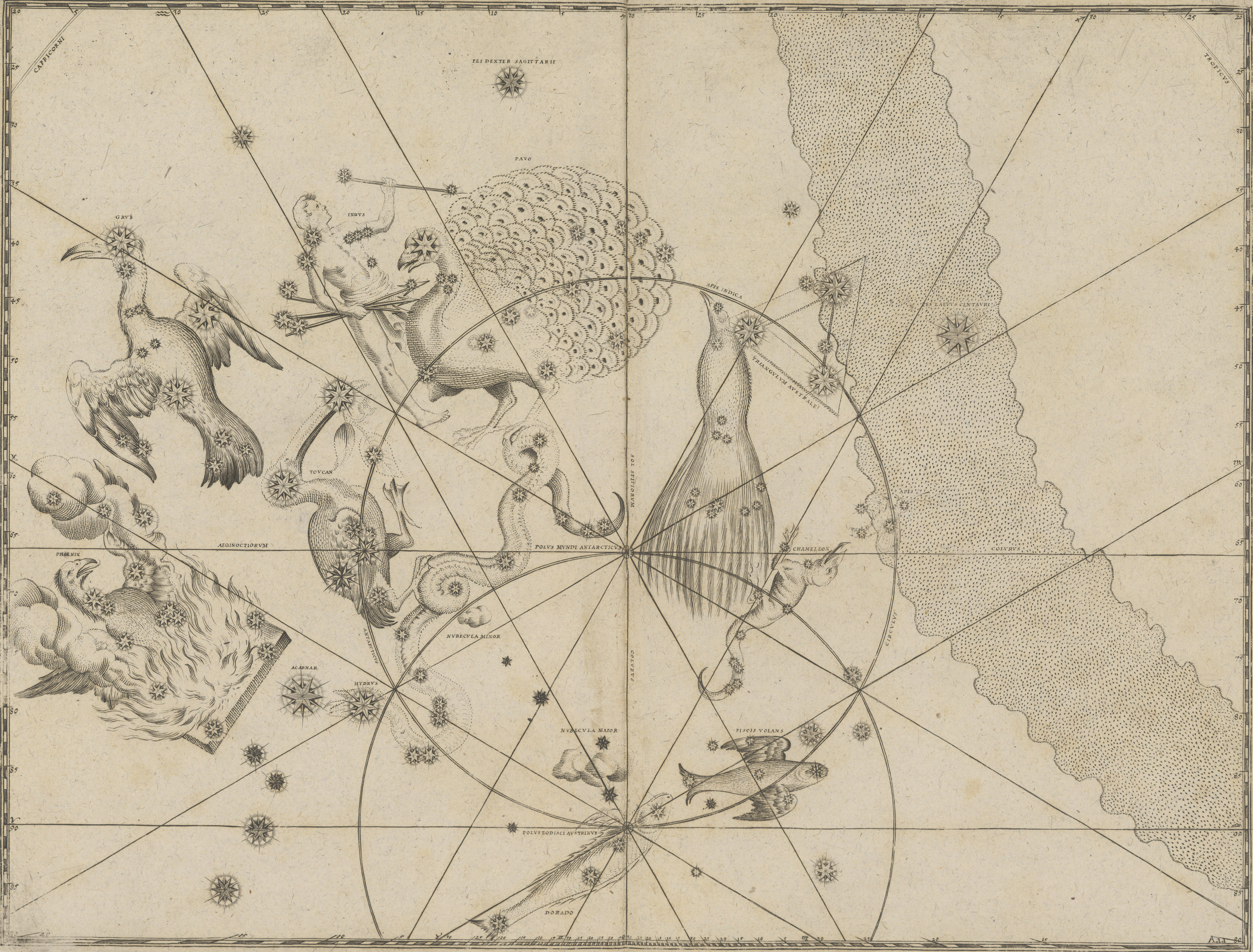
Les constellations australes, dessinée par Johann Bayer dans son Uranometria en 1603.

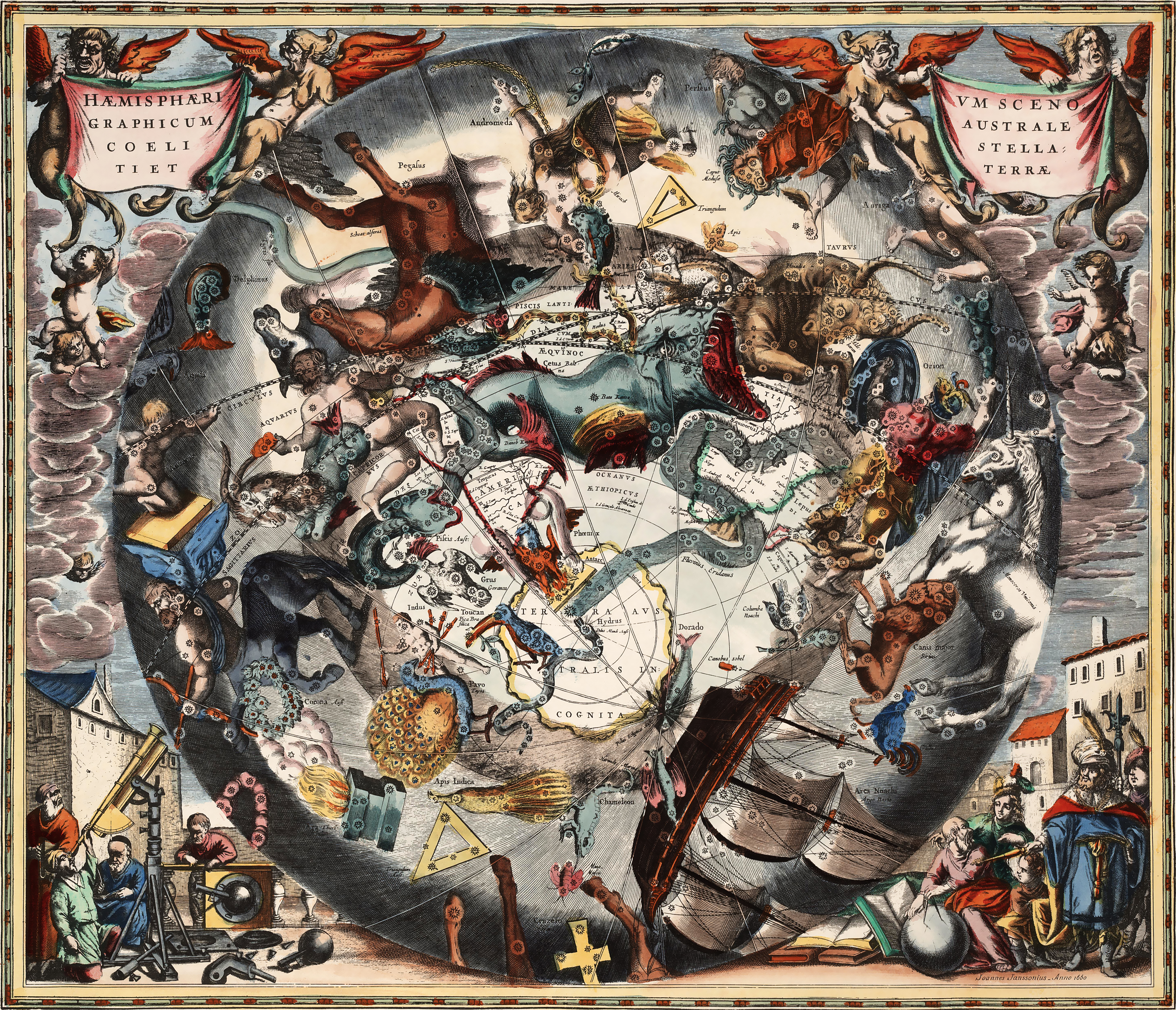
Dessin des constellations de l'hémisphère sud, 1661

Mis à part l'immense Navire Argo, découpé plus tard en trois puis quatre constellations, les constellations de Ptolémée seront toutes adoptées sans modification par l'UAI, qui en définira cependant les contours précis. En effet, les délimitations des constellations n'ont pas été fixées à l'époque antique ; seule l'appartenance des étoiles brillantes l'ont été. Par la suite, Johann Bayer puis John Flamsteed recensèrent les étoiles moins brillantes dont ils décidèrent de la constellation d'appartenance (voir désignation de Bayer et désignation de Flamsteed). Les délimitations modernes des constellations ont été élaborées afin de préserver les appartenances de l'ensemble des étoiles catalogués par Bayer puis Flamsteed. À partir du XVIIe siècle, lorsque les Européens partent explorer les mers de l'hémisphère sud, ils découvrent de nouvelles étoiles qui n'étaient mentionnées dans aucune constellation connue.
En 1603, l'astronome allemand Johann Bayer publie l'Uranometria, le premier atlas astronomique couvrant toute la sphère céleste. Il contient, outre les constellations de Ptolémée, douze nouvelles constellations visibles dans l'hémisphère sud. Ces constellations ont vraisemblablement été cartographiées par les navigateurs hollandais Pieter Dirkszoon Keyser et Frederick de Houtman, qui ont fait bénéficier Bayer de leurs découvertes :
- le Caméléon ;
- la Colombe ;
- la Dorade (espadon) ;
- la Grue ;
- l'Hydre mâle ;
- l'Indien ;
- l'Oiseau de paradis ;
- le Paon ;
- le Phénix ;
- le Poisson volant ;
- le Toucan ;
- le Triangle austral.

Ces nouvelles constellations, aux noms exotiques, arrivèrent les premières sur un planisphère céleste encore vierge et connurent un tel succès qu'elles sont toujours utilisées de nos jours.
Elles témoignent également d'un changement de perception dans ce qu'est une constellation. Les Grecs anciens divisaient le ciel en deux parties : les constellations et les espaces entre celles-ci qui étaient censés n'appartenir à aucune. Johann Bayer, en produisant une carte du ciel pour chaque constellation, commence à rattacher tout point du ciel à une constellation donnée.
À partir de la publication de l'Uranometria, les astronomes européens vont tenter d'imposer leurs créations, sans toutefois rencontrer le même succès que Bayer.
En 1624, l'astronome allemand Jakob Bartsch définit cinq nouvelles constellations. Les constellations de la Licorne, de la Girafe et de la Croix du Sud nous sont restées ; celles du Tigre et du Jourdain ne seront pas retenues.
Vers la même époque, Tycho Brahe élève au rang de constellation l'astérisme de la Chevelure de Bérénice.
En 1627, Julius Schiller publie le Coelum Stellatum Christianum, un atlas stellaire où les constellations sont renommées d'après des personnages ou des événements bibliques. Cette tentative de « christianiser » le ciel restera vaine.
En 1643, Anton de Rheita imagine une « Figure de Jésus » entre le Lion et l’Hydre, une Mouche près du Bélier, rebaptisée Fleur de lys sous Louis XIV. Les courtisans se prennent au jeu : en France, Augustin Royer utilise un groupe d'étoiles qu'il nomme « le Sceptre » entre Andromède, Céphée et Pégase. En Prusse, l'astronome royal Gottfried Kirch crée un second Sceptre sous l’Éridan afin de lui donner la réplique. Ces revendications de prestige ne s'imposent pas dans la communauté des astronomes.

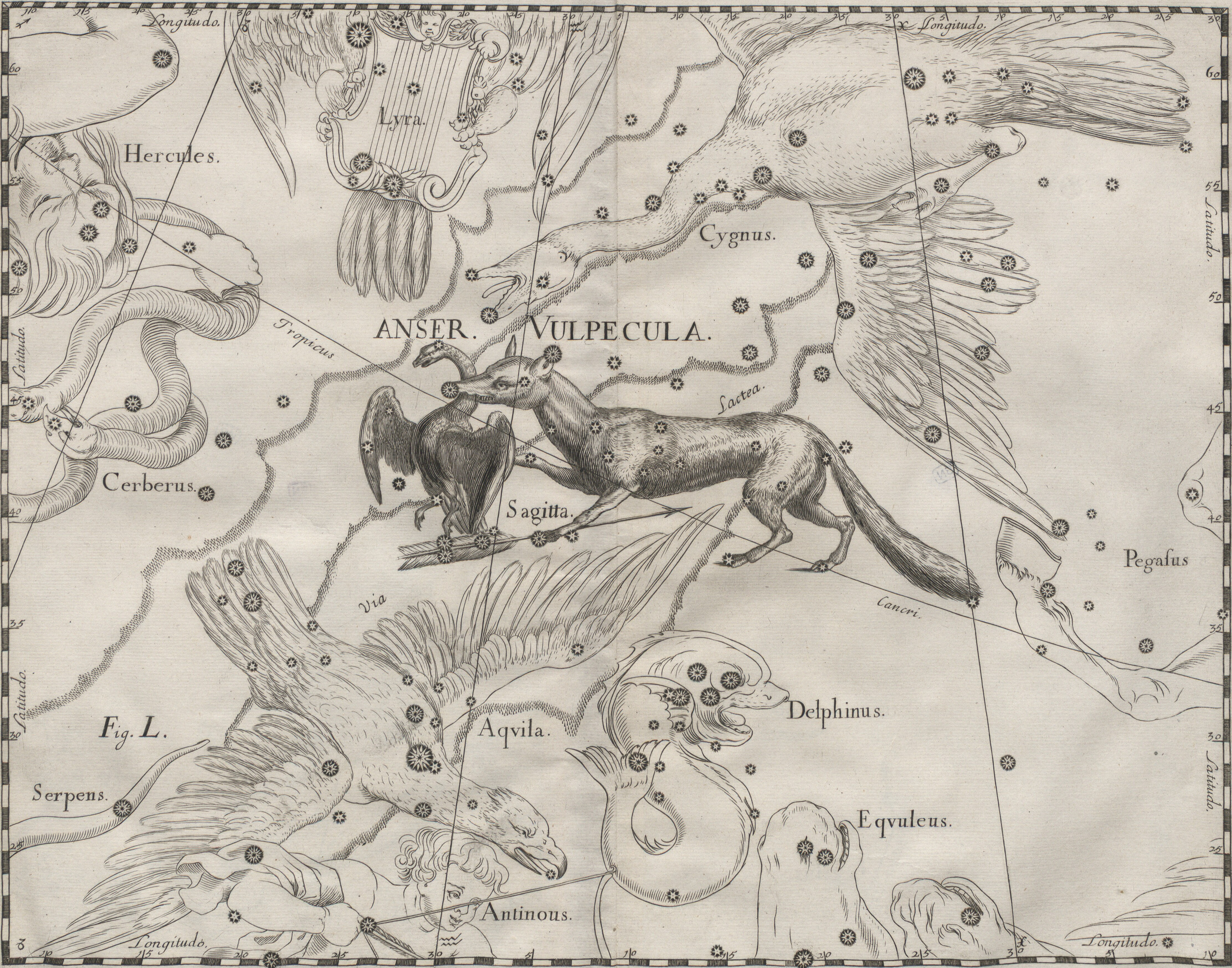
Le Petit Renard et l'Oie, dessinés par Johannes Hevelius dans son Uranographia, vers 1690.

Vers 1690, Johannes Hevelius, bourgmestre de Dantzig, propose plusieurs constellations :
- les Chiens de chasse ;
- l'Écu de Sobieski ;
- le Lézard (en lieu et place du Sceptre d'Augustin Royer) ;
- le Lynx (car ses étoiles sont, pour paraphraser Hevelius, si faibles qu'il faut des yeux de lynx pour les voir) ;
- le Petit Lion ;
- le Petit Renard (originellement le Renard à l'oie, décrit comme un renard qui s'enfuit en emportant une oie dans sa gueule) ;
- le Sextant.

Ces dénominations, non rattachées à un quelconque souverain, modestes, auront finalement plus de succès que toutes les autres et subsisteront jusqu'à notre époque.

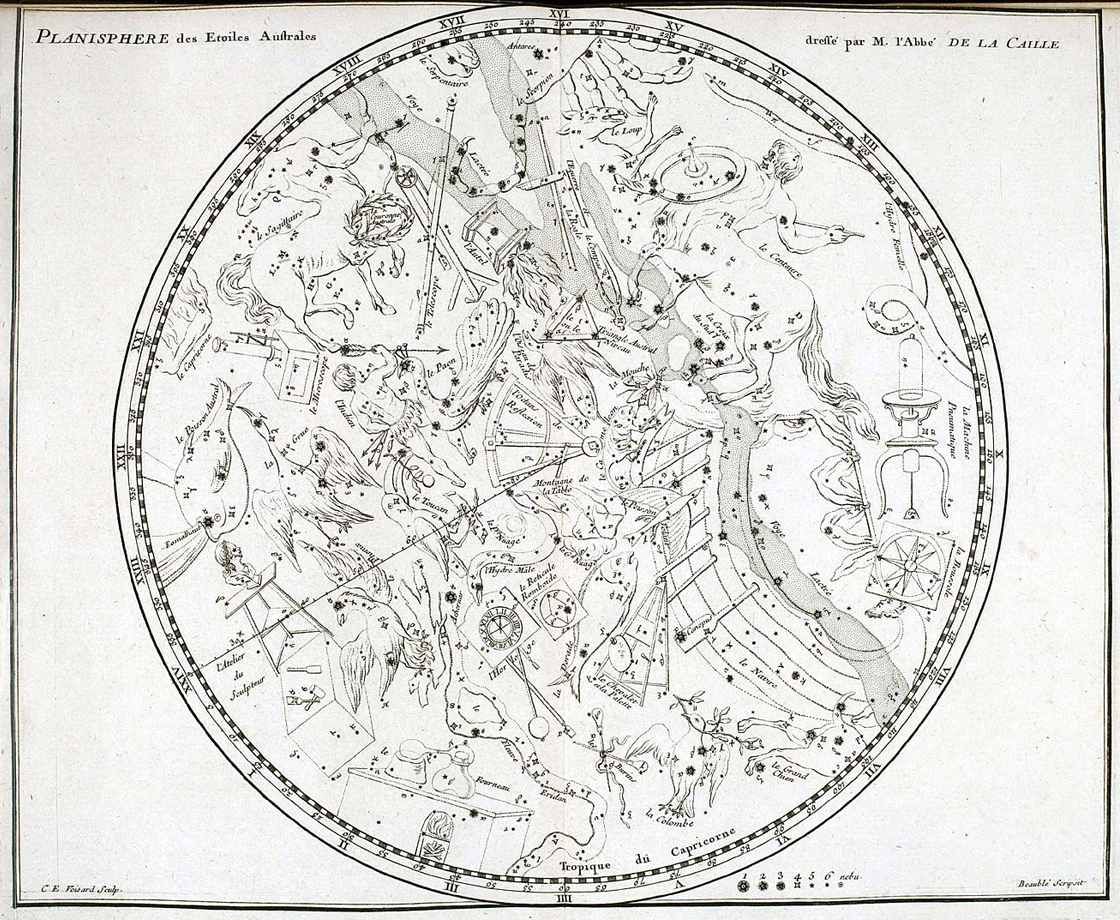
Planisphère des étoiles australes dressées par Nicolas-Louis de Lacaille, Atlas Coelestis, 1776.

Dans son ouvrage Coelum australe stelliferum (1763), Nicolas-Louis de Lacaille référence plusieurs nouvelles constellations afin de compléter les espaces de ciel encore vierges de toute dénomination :
- la Boussole ;
- le Burin ;
- le Compas ;
- le Fourneau ;
- l'Horloge ;
- la Machine pneumatique ;
- le Microscope ;
- la Mouche ;
- l'Octant ;
- le Peintre (originellement le Chevalet du peintre) ;
- la Règle ;
- le Réticule ;
- le Sculpteur ;
- la Table (originellement la Montagne de la Table, depuis laquelle il avait effectué ses observations) ;
- le Télescope.

Les noms choisis reflètent les idées de l'époque, plus portées vers la science et les techniques que vers l'aventure et la mythologie. En outre, La Caille démantèle le Navire Argo en trois constellations plus petites afin de le manier plus facilement. À la même époque (fin XVIIIe siècle), d'autres constellations ont eu l'honneur des cartes mais n'ont pas été retenues : ainsi l'Aérostat de Lalande ou le Quadrant qui, bien qu'oublié, a donné son nom à l'essaim d'étoiles filantes des Quadrantides. Ce sont ainsi quarante-quatre constellations éphémères qui ont brièvement figuré sur les cartes.

#### XXesiècle: constellations de l'UAI

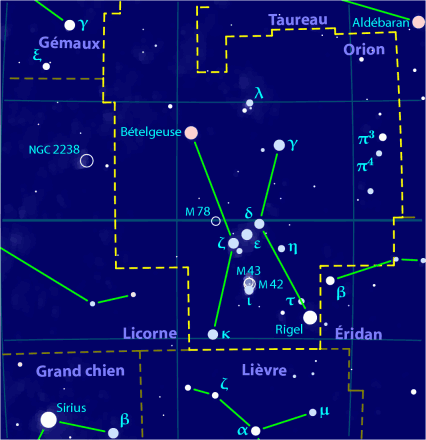
La constellation d'Orion, schématisée et montrant ses étoiles principales et ses limites actuelles.

Dans les années 1920, l'Union astronomique internationale décide de mettre de l'ordre dans les constellations et d'en définir rigoureusement les limites. L'atlas officiel des constellations, défini en 1930 par Eugène Delporte, divise le ciel suivant le système de coordonnées équatoriales, divisant le ciel suivant des lignes d'ascension droite et de déclinaison. Déterminées à l'aide des coordonnées de l'époque B1875.0, les limites des constellations ne sont plus parfaitement horizontales et verticales sur une carte du ciel moderne en raison de la précession des équinoxes (cf. #Mouvement et position).
Le tracé est fait de manière à respecter les appartenances des différentes étoiles brillantes à leur constellation traditionnelle. Dans la mesure du possible, le rattachement d'étoiles ou d'objets célestes plus faibles, qui avaient été cités dans la littérature scientifique, est également respecté. De ce fait, ces limites sont parfois très tortueuses, poussées d'un côté ou de l'autre pour inclure telle étoile et laisser telle autre dans la constellation voisine.

## Constellations chinoises
À l'instar des astronomes grecs, les astronomes chinois ont regroupé certaines étoiles en constellations, d'abord sur la zone de l’écliptique, de manière analogue au Zodiaque occidental, puis sur l'ensemble du ciel. Les vingt-huit constellations (ou astérismes) de la zone écliptique sont appelées maisons lunaires. Elles sont divisées en quatre zones de sept astérismes, correspondant aux quatre animaux de la symbolique chinoise (Dragon azur à l'est, Oiseau vermillon au sud, Tortue noire au nord et Tigre blanc à l'ouest). Contrairement au zodiaque, ces astérismes sont de taille extrêmement variable ; leur origine est à l'heure actuelle inconnue.
Par la suite, l'ensemble de la sphère céleste visible depuis le monde chinois (soit tout ce qui se trouve à une déclinaison supérieure à -55 degrés environ) a été nanti d'astérismes. Contrairement à la méthode occidentale qui a peuplé le ciel de personnages et créatures mythiques, les Chinois ont figuré le ciel à l'image de leur société, avec divers palais (Ziwei, Taiwei) habités de différentes classes de la cour et de la société chinoise. Certains détails pittoresques y sont même inclus tels l'astérisme Ce, représentant des latrines et l'astérisme Tianshi, représentant les excréments destinés à être utilisés pour l'agriculture.
L'origine des maisons lunaires est très ancienne. Leur antériorité manifeste sur le reste du ciel chinois est vraisemblablement due à leur nécessité pour établir un calendrier, la place du Soleil dans ces astérismes étant un moyen de repérer le cycle des saisons. Les autres astérismes ont semble-t-il été bâtis vers la fin du IIIe siècle avant notre ère. Trois traités astronomiques les décrivent : le Shi Shi, le Gan Shi et le Wuxian Shi, qui ont semble-t-il été écrits dans cet ordre. Les astérismes du Shi Shi comprennent la quasi-totalité des astres les plus brillants, contrairement à ceux des autres traités qui ont été introduits peu après pour compléter les précédents et peupler les zones encore vides d'astérismes. Le Wuxian Shi fait régulièrement référence au Gan Shi alors que le contraire n'est pas vrai, ce qui assure l'antériorité de ce dernier.
La composition exacte de ces astérismes n'est pas établie avec certitude. En général, seule la position de l'une des étoiles des astérismes, appelée étoile référente, est donnée dans les traités astronomiques, et de façon relativement imprécise parfois. Le reste de l'astérisme est déduit de nos jours à l'aide des cartes du ciel en provenance du monde chinois, cartes dont la précision est approximative et qui fait rarement la distinction entre les différentes magnitudes apparentes des étoiles les composant.
Ce sont en tout environ deux-cent-quatre-vingts astérismes qui peuplent le ciel chinois, un nombre notablement plus grand que celui des constellations occidentales. Certains astérismes sont très vastes, notamment ceux représentant les murs d'enceinte des différents palais (tels Tianshi). D'autres sont bien plus petits, se restreignant parfois à une seule étoile (Dajiao, par exemple, correspondant à α Bootis/Arcturus, ou Tianguan, correspondant à ζ Tauri). Les astérismes à une seule étoile mis à part, les étoiles ne sont pas individuellement nommées à l'exception de celles de certains très grands astérismes, comme celles de Tianshi dont les noms correspondent aux différences provinces de l'Empire chinois de l'époque (dynastie Han) où ces astérismes ont été créés.

## Mouvement et position

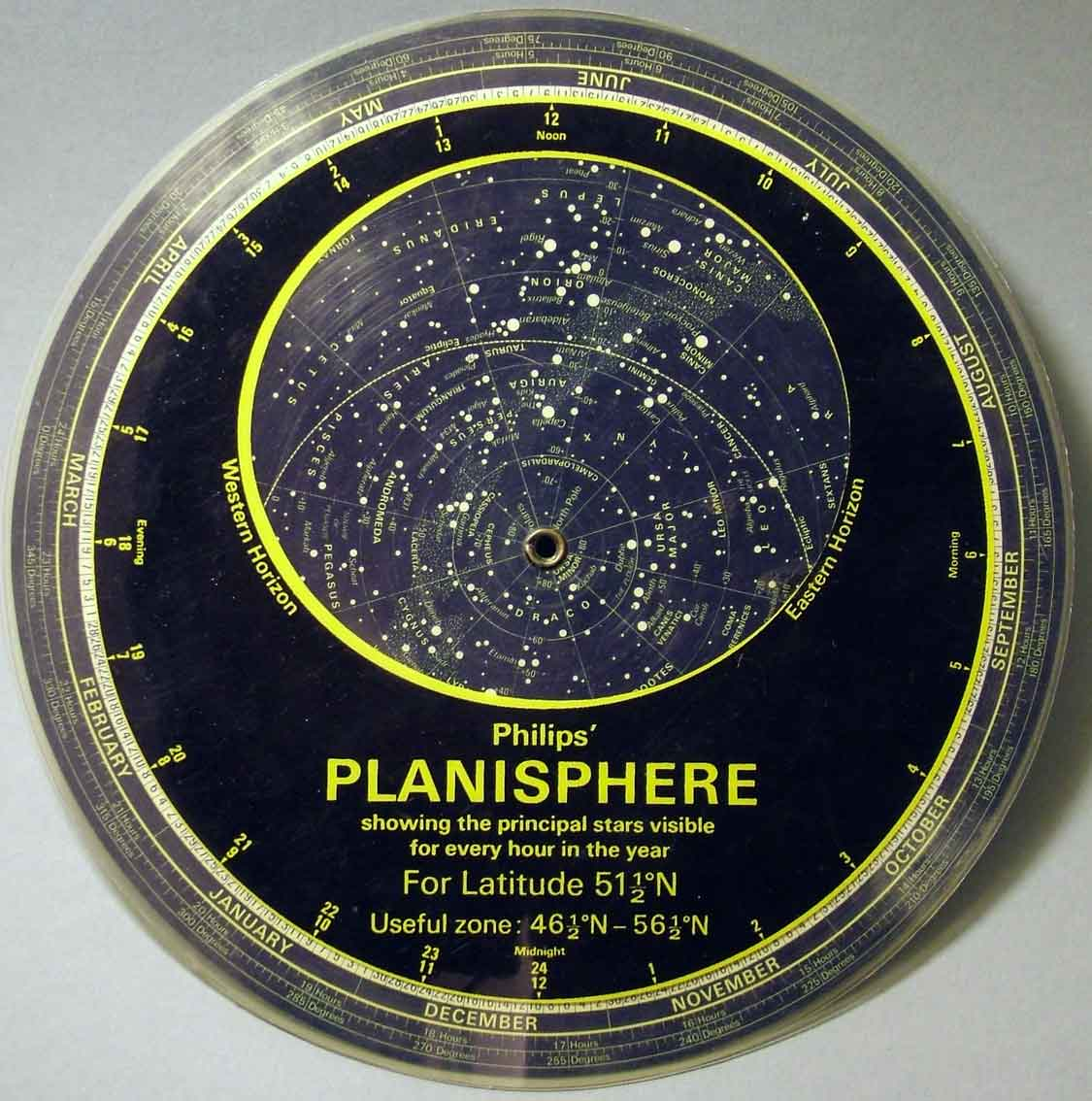
Exemple de carte du ciel mobile. Les constellations sont représentées sur un cercle centré sur l'étoile polaire.

La rotation terrestre entraîne un mouvement des constellations autour des pôles nord et sud célestes, alignés avec l'axe de rotation terrestre. Dans l'hémisphère nord, le pôle coïncide avec la position de l'étoile polaire; dans l'hémisphère sud, avec σ Octantis. C'est pourquoi sur les cartes célestes de l'hémisphère nord telles la carte du ciel mobile, l'étoile polaire figure au centre.
Selon la latitude de l'observateur, l'heure du jour et la période de l'année, les constellations se lèvent à l'horizon Est et se couchent à l'horizon Ouest, tout comme le soleil, la lune et les planètes. Les constellations qui ne passent jamais sous l'horizon sont appelées circumpolaires. Plus l'observateur est situé près des pôles, plus il a accès aux constellations circumpolaires.
Ainsi, pour la plupart des observateurs de l'hémisphère nord, des constellations telles que la Petite et la Grande Ourse, Cassiopée, Céphée et le Dragon sont circumpolaires. À l'inverse, d'autres constellations, cachées le jour par le soleil et couchées la nuit, ne sont visibles qu'en certaines saisons, comme Orion, visible en hiver, la Lyre, visible en été, le Lion, au printemps, ou encore Andromède, visible en automne.
Vues de la Terre, les constellations changent peu à peu de position avec le temps en raison de la précession des équinoxes.

### Zodiaque
Les constellations du Zodiaque se situent dans la bande de ciel, nommée écliptique, contenant les orbites du soleil et des planètes. Elles sont généralement les plus anciennes, de par leur importance pour le repérage et l'observation du mouvement de plusieurs astres.
Les douze constellations du zodiaque sont : le Bélier, le Taureau, les Gémeaux, le Cancer, le Lion, la Vierge, la Balance, le Scorpion, le Sagittaire, le Capricorne, le Verseau, et les Poissons qui achèvent le cycle. Certains y ajoutent le Serpentaire (Ophiuchus) entre le Scorpion et le Sagittaire et le considèrent comme le treizième signe du zodiaque. Astronomiquement, il est exact qu'une petite partie du Serpentaire se glisse entre le Scorpion et le Sagittaire.